# Buttes Chaumont (metropolitana di Parigi)
Buttes Chaumont è una stazione della linea 7 bis della metropolitana di Parigi.

## La stazione
La stazione venne inaugurata nel 1912.
È considerata come la stazione più profonda di Parigi, profonda nel senso del numero di gradini rispetto alla strada. La sua doppia scala simmetrica che collega i due ingressi ai marciapiedi della stazione sono costituite da 149 gradini per un dislivello di 24,58 metri.
Nel 2011, sono stati registrati 575182 ingressi. Nel 2013 sono stati registrati 507867 ingressi.

## Interconnessioni
- La stazione è servita dalla linea 26 della rete Bus RATP.